# NGC 3736
NGC 3736 في الفهرس العام الجديد، هي مجرة، تقع في كوكبة التنين. اكتشفت في 1885 بواسطة رالف كوبلاند.

## روابط خارجية
- NGC 3736 على موقع ويكي سكاي: DSS2, SDSS, GALEX, IRAS, Hydrogen α, X-Ray, Astrophoto, Sky Map, Articles and images